# John Howard Northrop
John Howard Northrop (føst 5. juli 1891 i Yonkers, død 27. maj 1987 i Wickenburg) var en amerikansk biokemiker, som vandt Nobelprisen i kemi 1946 sammen med James Batcheller Sumner og Wendell Meredith Stanley. De modtog prisen for at isolere og krystallisere enzymer, proteiner og viruser samt deres studier af disse. Northrop var professor i bakteriologi og medicinsk fysik på University of California, Berkeley. Han begik i 1987 selvmord i Wickenberg, Arizona.